# Meråker
Meråker è un comune norvegese della contea di Trøndelag.